# Clay County (Minnesota)
Clay County is een county in de Amerikaanse staat Minnesota. Samen met Cass County (North Dakota) vormt Clay County de agglomeratie Fargo-Moorhead.
De county heeft een landoppervlakte van 2.707 km² en telt 51.229 inwoners (volkstelling 2000). De hoofdplaats is Moorhead.